# Cyrtisiopsis americanus
Cyrtisiopsis americanus är en tvåvingeart som först beskrevs av Axel Leonard Melander 1950.  Cyrtisiopsis americanus ingår i släktet Cyrtisiopsis och familjen svävflugor.
Artens utbredningsområde är Kalifornien. Inga underarter finns listade i Catalogue of Life.